# Аборты во Вьетнаме
Поскольку аборты во Вьетнаме легализованы с 1960-х годов, это одна из самых либеральных стран в отношении политики и законов об абортах. В связи с тем, что государство уделяет особое внимание планированию семьи, оно предоставило в стране бесплатный и неограниченный доступ к услугам по прерыванию беременности и услугам по контрацепции. Во Вьетнаме также один из самых высоких показателей абортов в мире.

## Законность абортов во Вьетнаме
Информация о правовом статусе искусственного аборта во Вьетнаме ограничена. Информация свидетельствует о том, что аборт был доступен по запросу как минимум с 1971 года и был доступен по всей стране с момента объединения 1975 года. Существует ряд законов, которые кодифицируют права на аборт различными способами. Из-за того, что во Вьетнаме делается упор на планирование семьи, аборт был легализован без каких-либо ограничений в отношении причин обращения за абортом. Планирование семьи стало национальным приоритетом после объединения Вьетнама, что привело к стимулированию использования противозачаточных средств и принятия абортов.
Конституция Вьетнама гарантирует, что мужчины и женщины пользуются равными правами при любых обстоятельствах, таких как репродуктивное здоровье: «Государство, общество, семья и гражданин несут ответственность за обеспечение здоровья и защиту матери и ребенка; и выполнение программы народонаселения и планирования семьи».
В 1960 году Национальное собрание Вьетнама приняло Закон о браке и семье, который основан на четырёх основных принципах: свобода брака; моногамия; гендерное равенство; и защита прав женщин и детей. Закон об охране общественного здоровья, принятый 30 июня 1989 года, подтвердил право людей принимать репродуктивные решения над своим телом и выбирать собственные методы контрацепции. В нём говорится, что: «Женщины имеют право на аборт; на получение гинекологического диагноза и лечения, а также на медицинский осмотр во время беременности; и медицинское обслуживание при родах в медицинских учреждениях».
В 1989 году был принят Закон об охране здоровья людей, подтверждающий право людей выбирать способы контрацепции.
В статье 6 Постановления № 162 Совета министров от января 1989 г. закреплялось, что государство должно было предоставлять бесплатно устройства для контроля рождаемости и услуги общественного здравоохранения при аборте лицам, имеющим на это право: «Государство будет предоставлять бесплатно противозачаточные устройства, такие как внутриматочные петли и презервативы, противозачаточные таблетки и услуги общественного здравоохранения для введения внутриматочных петель и абортов соответствующим лицам, которые являются кадрами, работниками физического труда, государственными служащими или военнослужащими, лицами, для которых приоритет предоставляется в соответствии с политикой и бедным людям, которые регистрируются для практики планирования семьи». Кроме того, Указ № 12/CP о введении в действие Положений о социальном страховании разрешает отпуск по болезни в случае аборта.
Примечательно, что Уголовный кодекс Вьетнама не содержит каких-либо положений, криминализирующих практику абортов, что указывает на неограниченную легальность абортов в стране.
Планирование семьи во Вьетнаме осуществляется Министерством здравоохранения и Национальным комитетом по народонаселению. Услуги по планированию семьи и аборту предоставляются через сеть медицинских центров, утверждённых Минздравом, включая центральные и провинциальные больницы, провинциальные центры планирования семьи, районные больницы и медицинские центры, межобщинные поликлиники и общинные медицинские центры. Утверждённым Минздравом врачам, фельдшерам и обученным акушеркам по закону разрешено делать аборты.
Как определено в действующих Национальных стандартах и руководящих принципах по абортам, услуги по прерыванию беременности доступны на трёх административных уровнях системы здравоохранения: 
1) аборт на сроке от шести до 18 недель после последней менструации доступен в центральных и провинциальных больницах; 
2) аборт на сроке от шести до 12 недель после последней менструации также доступен в районных медицинских пунктах; 
и 3) коммунальные поликлиники могут предлагать аборт только женщинам, срок беременности которых не превышает шести недель.

## Показатели абортов
Во Вьетнаме один из самых высоких показателей абортов в мире. Исследование, проведённое Центральной акушерской больницей Ханоя, показало, что 40% всех беременностей во Вьетнаме прерываются ежегодно.